# Partido Popular Trentino Tirolés
El Partido Popular Trentino Tirolés (en italiano Partito Popolare Trentino Tirolese (PPTT); en alemán Trentiner Volkspartei (TVP)) fue un partido político italiano regionalista y democristiano con sede en el Trentino, activo desde 1948 hasta 1982.
El PPTT se formó en 25 de julio de 1948 como la transformación en partido político de la Associazione Studi Autonomistici Regionali (ASAR). ASAR, cuyo lema era "autonomía integral de Borghetto a Brenner", fue un grupo que luchaba por el reconocimiento del Trentino-Alto Adigio como región con estatuto especial.
En las elecciones provinciales de 1948 el partido logró el 16,8% de los votos y se convirtió en un socio de gobierno de Democracia Cristiana. El PPTT, cuyo líder era Enrico Pruner, se asoció con Partido Popular Sudtirolés pero manteniendo ambos su propia independencia.
En 1982 el partido se fracturó en dos, creando el sector conservador liderado por Franco Tretter la Unión Autonomista Trentino Tirolesa, y el sector centrista liderado por Enrico Pruner Autonomía Integral; años más tarde, en 1988, ambos grupos de reunificarían dando lugar al Partido Autonomista Trentino Tirolés.
- Datos: Q3896798